# Уокер, Кристиан
Кристиан Диксон Уокер (англ. Christian Dickson Walker, 28 марта 1991, Норристаун) — американский бейсболист, игрок первой базы клуба МЛБ «Аризона Даймондбэкс».

## Карьера
После окончания школы Кристиан поступил в Университет Южной Каролины. В составе «Саут Кэролайна Геймкокс» он дважды, в 2010 и 2011 годах, выигрывал национальный чемпионат NCAA.На драфте 2012 года он был выбран клубом «Балтимор Ориолс» под общим 132 номером. После драфта он подписал контракт с командой, сумма подписного бонуса составила 349 900 долларов. На старте сезона 2013 года Уокер провёл 31 игру в составе «Делмарва Шорбёрдз», а 12 мая был переведён в состав «Фредерик Киз». В июле Кристиан был приглашён на Матч всех звёзд будущего. После этой игры Уокера перевели в AA-лигу в состав «Боуи Бэйсокс». В «Боуи» он начал сезон 2014 года, по ходу сезона Уокера перевели в AAA-лигу в «Норфолк Тайдс». За оба клуба он провёл 139 игр в регулярном чемпионате, отбивая с показателем 28,8 % и выбив 26 хоум-ранов. Кристиан также получил Награду Брукса Робинсона, вручаемую лучшему игроку младших лиг в системе «Балтимора». 17 сентября он был вызван в основной состав клуба и дебютировал в МЛБ. В составе «Ориолс» Уокер выступал до окончания сезона 2015 года, но не сумел закрепиться в основном составе. Сезон 2016 года он провёл в «Норфолке». 21 февраля 2017 года «Балтимор» выставил Кристиана на драфт отказов. 25 февраля он был взят с драфта «Атлантой», но уже 6 марта через драфт отказов попал в «Цинциннати Редс». 28 марта Уокер был забран «Аризоной».
Сезон 2017 года Кристиан провёл в AAA-лиге в составе «Рино Эйсиз», по итогам чемпионата он был признан MVP Лиги Тихоокеанского побережья, став первым с 2010 года игроком, за сезон выбившим более 30 хоум-ранов и набравшим не менее 100 ранов и RBI. По ходу регулярного чемпионата 2018 года Уокер пять раз вызывался в основной состав Даймондбэкс, реализовал пять выходов на биту из 49, выбил три хоум-рана. В конце сентября он получил перелом верхней челюсти после попадания мячом и досрочно завершил сезон.